# Cambil
Cambil és un municipi de la província de Jaén (Espanya), situat en la comarca de Sierra Mágina, amb una població de 2.996 habitants (INE 2006).

## Personatges il·lustres
- Pura Fernández García, feminista.